# Petlazolapa
Petlazolapa är en ort i Mexiko.   Den ligger i kommunen Atlixtac och delstaten Guerrero, i den sydöstra delen av landet, 240 km söder om huvudstaden Mexico City. Petlazolapa ligger 1 359 meter över havet och antalet invånare är 214.
Terrängen runt Petlazolapa är kuperad åt sydost, men åt nordväst är den bergig. Petlazolapa ligger nere i en dal. Runt Petlazolapa är det ganska glesbefolkat, med 42 invånare per kvadratkilometer. Närmaste större samhälle är Acatepec, 3,3 km nordost om Petlazolapa. I omgivningarna runt Petlazolapa växer huvudsakligen savannskog.